# Rosa (Alabama)
Rosa város az USA Alabama államában, Blount megyében. Lakosainak száma 376 fő (2020. április 1.).

## Népesség
A település népességének változása:

| 2010 | 316 |
| 2020 | 376 |